# 아라카와오키역
아라카와오키역(일본어: 荒川沖駅, あらかわおきえき)은 일본 이바라키현 쓰치우라시에 있는 동일본 여객철도의 철도역이다.

## 역 구조
상대식 승강장 2면 2선 형태의 지상역이다. 교상역사를 가지고 있다.

### 승강장
| 1 | ■ 조반선 | 쓰치우라 · 미토 · 가쓰타 · 다카하기 방면                         |
| 2 | ■ 조반선 | 도리데 · 마쓰도 · 우에노 · 도쿄 · 시나가와 방면 (우에노도쿄라인) |

## 역사
- 1896년 12월 25일 - 일본 철도의 역으로서 개업하였다.
- 1906년 11월 1일 - 일본 철도가 국유화됨에 따라 국유철도의 소속이 되었다.
- 1987년 4월 1일 - 민영화에 따라 동일본 여객철도의 소속이 되었다.
- 2001년 11월 18일 - 스이카의 사용이 개시되었다.
- 2008년 3월 24일 - 가나가와 마사히로가 아라카와오키 역에서 행인 8명을 난자하였으며, 이 사건으로 1명이 숨졌다.[1]

## 인접역
| 동일본 여객철도              | 동일본 여객철도 | 동일본 여객철도        |
| ---------------------------- | --------------- | ---------------------- |
| 히타치노우시쿠 시나가와 방면 | ■조반선         | 쓰치우라 다카하기 방면 |